# Hyporhamphus meeki
La agujeta flaca es la especie Hyporhamphus meeki, un pez marino de la familia hemirránfidos, distribuido por la costa oeste del océano Atlántico, desde Massachusetts hasta Cuba, así como por la totalidad del golfo de México. No queda claro si también se distribuye por Centroamérica.

## Importancia para el hombre
Es utilizado principalmente como cebo para pesca deportiva en las zonas donde es abundante, donde se captura con salabardo y no parece que se use para alimentación humana.

## Anatomía
Con el cuerpo largo y mandíbula inferior más larga que la superior como es característico de la familia, su longitud máxima es de 35 cm, siendo el color verde-pardo en el dorso, laterales plateados y una punta carnosa de color rojo en la mandíbula inferior. Sin espinas en las aletas.

## Hábitat y biología
Habitan aguas marinas subtropicales nerítico-pelágicas siempre cerca de la costa, penetrando por estuarios y se le puede encontrar en aguas dulces de río; prefiere las zonas con fondos arenosos y vegetación, donde forma cardúmenes.
Es omnívoro, alimentándose tanto de algas como de pequeños organismos.